# Мадждид ан-Наджрани
Мадждид ан-Наджрани (араб. ماجد النجراني‎, 25 января 1993) — саудовский футболист, полузащитник клуба «Аль-Фейха».

## Клубная карьера
Мадждид ан-Наджрани — воспитанник саудовского клуба «Аль-Кадисия». Он начал выступать за него, когда тот выступал в Первом дивизионе. В 2015 году «Аль-Кадисия» вернулась в элиту саудовского футбола. 22 августа 2015 года ан-Наджрани дебютировал в саудовской Про-лиге, выйдя в основном составе в домашнем матче против «Аль-Фейсали». Летом 2016 года 23-летний футболист перешёл в именитый «Аль-Хиляль». 29 апреля 2017 он забил свой первый гол в рамках лиги, открыв счёт в гостевой игре с «Аль-Вахдой».  